# Campionati italiani maschili assoluti di atletica leggera 1923
I XIV campionati italiani assoluti di atletica leggera si sono tenuti a Bologna, dal 22 al 24 giugno 1923. Furono assegnati ventitré titoli in altrettante discipline, tutti in ambito maschile.
In questa edizione dei campionati i 1200 metri siepi furono sostituiti dai 3000 metri siepi; non si corse la mezza maratona e fu definitivamente tolta dal programma la gara della marcia 3000 metri. Anche salto in alto da fermo, salto in lungo da fermo, salto triplo da fermo e getto della pietra furono cancellati dal programma delle gare.
Durante la manifestazione venne stabilito il nuovo record italiano nel salto in alto (3,57 m, dopo la conclusione ufficiale della gara, ad opera di Giacinto Lambiasi) e nella staffetta 4×100 metri con il tempo di 44"1/5 fatto registrare dalla squadra de La Fenice Venezia.
I titoli di campione italiano della maratona e della maratona di marcia furono entrambi assegnati il 30 settembre, il primo a Torino (durante la maratona cittadina a partecipazione internazionale) e il secondo a Modena.

## Risultati

### Le gare del 22-24 giugno a Bologna
| Specialità             | Oro                                                                           | Prestazione | Argento                                                                       | Prestazione | Bronzo                                                                         | Prestazione            |
| Corse                  |                                                                               |             |                                                                               |             |                                                                                |                        |
| 100 m                  | Franco Giongo libero                                                          | 10"4/5      | Vittorio Zucca Fascio Grion Pola                                              | a spalla    | Giovanni Frangipane Unione Sportiva Indipendenti Palermo                       | s/t                    |
| 200 m                  | Franco Giongo libero                                                          | 22"3/5      | Enrico Grimoldi Sport Club Italia                                             | 22"4/5      | Virgilio Tommasi La Fenice 1923 Mestre                                         | s/t                    |
| 400 m                  | Guido Cominotto La Fenice Venezia                                             | 51"0        | Giuseppe Tosi Società Ginnastica Gallaratese                                  | a 5 cm      | Mario Cavalleri Sport Club Italia                                              | s/t                    |
| 800 m                  | Guido Cominotto La Fenice Venezia                                             | 2'00"0      | Giuseppe Bonini Internazionale Football Club Milano                           | 2'01"1/5    | Ernesto Tercovich Salus et Virtus Piacenza                                     | s/t                    |
| 1500 m                 | Disma Ferrario Gruppo Sportivo Officine Meccaniche Milano                     | 4'03"1/5    | Angelo Davoli Società Sportiva Trionfo Ligure                                 | 4'04"0      | Ernesto Tercovich Salus et Virtus Piacenza                                     | s/t                    |
| 5000 m                 | Ernesto Ambrosini Forti e Liberi Monza                                        | 15'48"1/5   | Domenico Capraro Società Sportiva Juventus Belluno                            | 16'01"0     | Giovanni Busan Unione Sportiva Jadera Zara                                     | 16'18"2/5              |
| 10 000 m               | Costante Lussana Sport Club Italia                                            | 32'30"0     | Domenico Capraro Società Sportiva Juventus Belluno                            | 34'34"0     | Gualtiero Bacchelli Società Polisportivva Libertas Bologna                     | 35'22"0                |
| 110 m hs               | Adolfo Contoli Virtus Atletica Bologna                                        | 16"3/5      | Piero De Jurco Società Ginnastica Triestina                                   | a 2 metri   | Enrico Brunoldi Unione Sportiva Sestri Ponente                                 | s/t                    |
| 400 m hs               | Carlo Scapin Polisportiva Estense                                             | 59"1/5      | Luigi Facelli Unione Sportiva Alessandria                                     | 1'00"1/5    | Giorgio Declich Associazione Sportiva Edera                                    | s/t                    |
| 3000 m siepi           | Ernesto Ambrosini Forti e Liberi Monza                                        | 9'43"0      | Angelo Davoli Società Sportiva Trionfo Ligure                                 | 10'25"0     | Eziade Azzoni Virtus Atletica Bologna                                          | s/t                    |
| Marcia 10 000 m        | Ugo Frigerio Internazionale Football Club Milano                              | 48'54"1/5   | Valente Armando Centro di Educazione Fisica di La Spezia                      | 49'03"0     | Luigi Vitantoni 35º Reggimento fanteria                                        | 49'36"0                |
| 4×100 m                | La Fenice Venezia Antonio Prior Arturo Nespoli Carlo Mereu Aldo Colussi       | 44"1/5      | Fascio Grion Pola Vittorio Zucca Renato Calusa Giuseppe Prazan Alfredo Baciak | 44"2/5      | Sport Club Italia Pietro Grassi Giovanni Orlandi Mario Ferrari Enrico Grimoldi | vicino                 |
| 4×400 m                | Sport Club Italia Pietro Grassi Enrico Grimoldi Mario Cavalleri Mario Ferrari | 3'33"2/5    | Virtus Atletica Bologna Edmondo De Luca Bruno Cozzian Bassi Agide Simonazzi   | 3'42"0      | Medaglia non assegnata                                                         | Medaglia non assegnata |
| Salti                  |                                                                               |             |                                                                               |             |                                                                                |                        |
| Salto in alto          | Giuseppe Pagani Società Ginnastica Legnano                                    | 1,75 m      | Carlo Ghiringhelli Unione Sportiva Milanese                                   | 1,72 m      | Gino Pezzoni Unione Sportiva Milanese                                          | 1,70 m                 |
| Salto con l'asta       | Emilio Pagetti Sport Club Italia                                              | 3,40 m      | Adolfo Contoli Virtus Atletica Bologna                                        | 3,30 m      | Medaglia non assegnata                                                         | Medaglia non assegnata |
| Salto con l'asta       | Emilio Pagetti Sport Club Italia                                              | 3,40 m      | Giacinto Lambiasi Pro Lissone Ginnastica                                      | 3,30 m      | Medaglia non assegnata                                                         | Medaglia non assegnata |
| Salto in lungo         | Arturo Nespoli La Fenice Venezia                                              | 6,67 m      | Adolfo Contoli Virtus Atletica Bologna                                        | 6,65 m      | Virgilio Tommasi Fondazione Bentegodi Verona                                   | 6,46 m                 |
| Salto in lungo         | Arturo Nespoli La Fenice Venezia                                              | 6,67 m      | Adolfo Contoli Virtus Atletica Bologna                                        | 6,65 m      | Cesare Vidossich Internazionale Football Club Milano                           | 6,46 m                 |
| Salto triplo           | Luigi Facelli Unione Sportiva Alessandria                                     | 13,82 m     | Mario Trabucco Pro Sestri                                                     | 13,47 m     | Gino Pezzoni Unione Sportiva Milanese                                          | 12,66 m                |
| Lanci                  |                                                                               |             |                                                                               |             |                                                                                |                        |
| Getto del peso         | Giuseppe Tugnoli Virtus Atletica Bologna                                      | 12,17 m     | Agostino Caviglia Plotone Allievi Atleti Ancona                               | 11,17 m     | Oreste Passuti Sempre Avanti Bologna                                           | 10,00 m                |
| Lancio del disco       | Giuseppe Tugnoli Virtus Atletica Bologna                                      | 39,785 m    | Armando Poggioli Società Ginnastica Panaro Modena                             | 38,905 m    | Camillo Zemi Società Ginnastica Stradellina                                    | 36,875 m               |
| Lancio del martello    | Pietro Nava Società Bergamasca di Ginnastica e Sports Atletici Atalanta       | 36,36 m     | Camillo Zemi Società Ginnastica Stradellina                                   | 35,98 m     | Armando Poggioli Società Ginnastica Panaro Modena                              | 35,93 m                |
| Lancio del giavellotto | Carlo Clemente Società Educazione Fisica Torres                               | 53,39 m     | Luigi Rapotez Virtus Atletica Bologna                                         | 46,17 m     | Luigi Nieddu Società Ginnastica Eleonora d'Arborea                             | 44,74 m                |
| Prove multiple         |                                                                               |             |                                                                               |             |                                                                                |                        |
| Pentathlon             | Adolfo Contoli Virtus Atletica Bologna                                        | 5 p.        | Fausto Nieddu Società Ginnastica Eleonora d'Arborea                           | 16 p.       | Gustavo Baracchi Virtus Atletica Bologna                                       | 17 p.                  |
| Decathlon              | Luigi Binda Internazionale Football Club Milano                               | 5296,495 p. | Aristide Lombardini Forti e Liberi Forlì                                      | 4952,95 p.  | Luigi Rapotez Virtus Atletica Bologna                                          | 4817,17 p.             |

### La corsa campestre dell'11 marzo a Firenze
| Specialità              | Oro                                           | Prestazione | Argento                                | Prestazione | Bronzo                           | Prestazione |
| Corsa campestre (10 km) | Angelo Davoli Società Sportiva Trionfo Ligure | 34'23"      | Ernesto Ambrosini Forti e Liberi Monza | 34'50"      | Giuseppe Breda Sport Club Italia | 35'04"      |

### La maratona del 30 settembre a Torino
| Specialità | Oro                         | Prestazione | Argento                               | Prestazione | Bronzo                             | Prestazione |
| Maratona   | Ettore Blasi Fortitudo Roma | 2h53'50"4/5 | Alberto Cavallero Libero Sport Savona | 2h58'22"4/5 | Valeriano Arri Legione MVSN Torino | 2h58'31"3/5 |

### La maratona di marcia del 30 settembre a Modena
| Specialità                     | Oro                                 | Prestazione | Argento                                | Prestazione | Bronzo                                  | Prestazione |
| Maratona di marcia (42,750 km) | Giovanni Brunelli Agamennone Milano | 4h35'50"    | Ettore Vezzoli Sport Club Volta Milano | 4h36'25"    | Giulio Cassani Unione Sportiva Lombarda | 4h42'07"    |